# Trichophysis humbloti
Trichophysis humbloti är en skalbaggsart som först beskrevs av Auguste Lameere 1903.  Trichophysis humbloti ingår i släktet Trichophysis och familjen långhorningar.
Artens utbredningsområde är Madagaskar. Inga underarter finns listade i Catalogue of Life.